# 三浦半島断層群

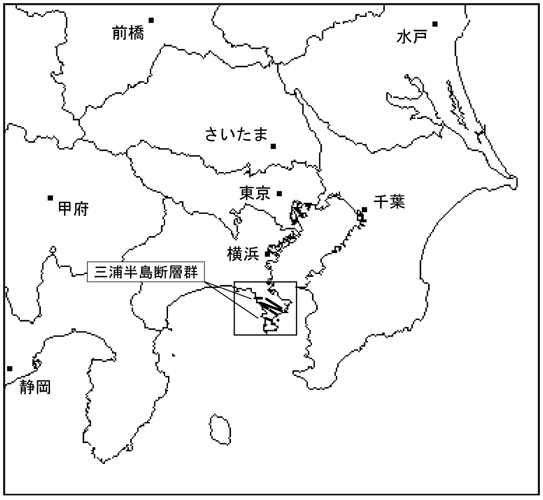
三浦半島断層群

三浦半島断層群（みうらはんとうだんそうぐん）は、神奈川県三浦半島に存在する断層帯。地震発生確率は30年以内に最大11％。発生確率はSランクで最も高い部類に位置する。

## 概要
衣笠断層帯、北武断層、武山断層、南下浦断層、引橋断層等で構成される。
三浦半島を中心に震度7の激しい揺れになることが想定されている。東日本大震災以降発生確率が高まっている。